# Andy Townsend
Andy David Townsend (Maidstone, 23 juli 1963) is een Iers voormalig voetballer die bij voorkeur centraal op het middenveld speelde. Hij maakte vooral naam bij Chelsea en Aston Villa in de Premier League. Met die laatste club won hij de League Cup in 1994 en 1996. Zijn speelstijl was die van een harde werker die af en toe zijn doelpunt meepikte.
Townsend werd geboren in het Verenigd Koninkrijk, maar zijn ouders waren afkomstig uit de Ierse regio Kerry. Hij speelde niettegenstaande nooit voor een Ierse club. Hij was daarentegen jarenlang actief in de Premier League en was aanvoerder van zowel Chelsea, Aston Villa als Middlesbrough. Townsend verzamelde 70 caps voor Ierland, was aanvoerder (7 goals). Hij speelde op het WK 1990 en 1994. 
Na zijn actieve carrière werd Townsend voetbalanalist, anno 2024 bij de Engelse digitale radiozender Talksport.

## Clubcarrière

### Southampton
Townsend begon zijn loopbaan bij amateurclub Welling United in 1980, even ten oosten van Londen. Hij verhuisde naar Weymouth, een andere amateurclub, in 1984. Eersteklasser Southampton haalde hem daar een jaar later weg voor een bedrag van £ 35.000. Hij debuteerde op 20 april 1985 en Southampton verzekerde zich na het behalen van de vijfde plaats van deelname aan de UEFA Cup 1985/86. Southampton werd echter verbannen door de UEFA als gevolg van het Heizeldrama. Townsend was het slachtoffer van een beenbreuk in de voorbereiding op het seizoen 1986/1987 en hij keerde pas terug in januari 1987.
Townsend speelde 83 wedstrijden voor de Saints in de First Division en scoorde daarin vijf doelpunten.

### Norwich City en Chelsea

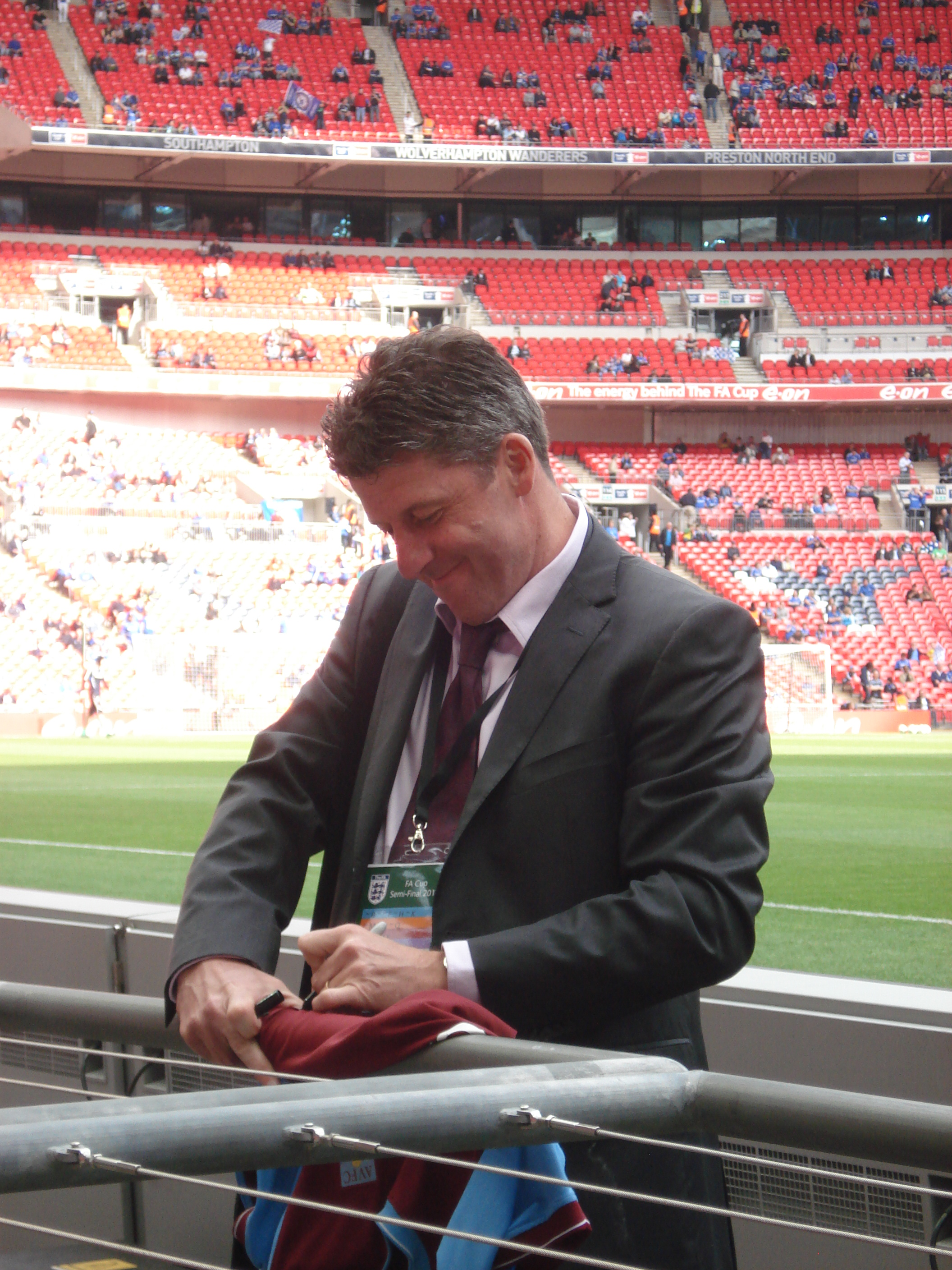
Townsend signeert een shirt van Aston Villa op Wembley in 2010, naar aanleiding van de finale van de League Cup tussen Aston Villa en Manchester United

Townsend tekende in 1988 een contract bij eersteklasser Norwich City, dat £ 300.000 voor hem betaalde aan Southampton. Townsend eindigde met Norwich op de vierde plaats in het seizoen 1988/1989, maar desondanks kwalificeerde de club zich niet voor Europees voetbal. 
Na twee seizoenen verruilde hij Norwich voor de toenmalige middenmoter Chelsea, dat £ 1.200.000 ophoestte. Townsend speelde 110 wedstrijden voor Chelsea in de Engelse hoogste klasse, maar slaagde er niet in een trofee te winnen. Townsend en Chelsea moesten vrede nemen met een plaats in de rechterkolom.

### Aston Villa
In juli 1993 kocht Aston Villa hem aan voor de prijs van £ 2.100.000. Townsend mocht van manager Ron Atkinson debuteren tegen Queens Park Rangers op 14 augustus 1993 (4-1 winst). Townsend vormde bij Villa met Kevin Richardson een tandem op het middenveld. Townsend beleefde zijn grootste successen als voetballer bij Aston Villa. Townsend won er twee keer de League Cup, in 1994 en 1996. Villa versloeg Manchester United met 3-1 cijfers in de finale van 1994. Villa dankte doelpuntenmakers Dalian Atkinson en vooral Dean Saunders (2x), die een strafschop benutte. Townsend speelde de hele wedstrijd. Twee jaar later was Townsend aanvoerder in de finale van 1996. Villa pakte de scalp van Leeds United (3-0). Dwight Yorke, Ian Taylor en Savo Milošević scoorden.

### Middlesbrough
In augustus 1997 verruilde Andy Townsend Aston Villa voor Middlesbrough, toen manager Bryan Robson de middenvelder binnenhaalde voor £ 800.000. Townsend, die 134 competitiewedstrijden speelde voor Aston Villa in de Premier League en acht keer de netten deed trillen, was ook een vaste waarde in Teesside. Townsend speelde in totaal 77 competitiewedstrijden en scoorde drie doelpunten. Townsend vormde met Paul Gascoigne een sterk duo en de middenvelder loodste Middlesbrough met zijn prestaties in het seizoen 1997/1998 naar de Premier League. Townsend bracht de club er vervolgens naar veilige haven in het seizoen 1998/1999. Townsend verloor met Middlesbrough de finale van de League Cup in 1998. Zijn ex-club Chelsea was met 2-0 te sterk.

### West Bromwich Albion
In augustus 1999 tekende hij een contract bij West Bromwich Albion. Een dan 36-jarige Townsend, na het spelen van 18 competitiewedstrijden zonder te scoren, beëindigde zijn carrière bij West Brom na afloop van het seizoen 1999/2000.

## Erelijst
| Competitie  |             |                  |
| Competitie  | Aantal      | Jaren            |
| Aston Villa | Aston Villa | Aston Villa      |
| ----------- | ----------- | ---------------- |
| League Cup  | 2×          | 1993/94, 1995/96 |

## Interlandcarrière
Townsend maakte zijn debuut voor Ierland op 7 februari 1989 tegen Frankrijk (0-0). Hij speelde regelmatig als aanvaller bij de nationale ploeg. Townsend maakte deel uit van de selectie voor het WK 1990 en miste geen duel. Na vijf wedstrijden werd Ierland in de kwartfinale uitgeschakeld door gastland Italië. Townsend was er opnieuw bij op het WK 1994 in de Verenigde Staten, dit keer als aanvoerder. Na een 2-0 nederlaag tegen Nederland was Ierland uitgeschakeld in de groepsfase. Hij speelde zijn zeventigste en laatste interland op 15 november 1997. Dit was een barrage tegen België met het oog op kwalificatie voor het WK 1998 in Frankrijk. Ierland verloor met 2-1. Eerder verloor Townsend met zijn land een barrageduel tegen Nederland in de strijd om een ticket voor het EK 1996 in Engeland (2-0).

## Mediacarrière
Na zijn spelersloopbaan werd Townsend voetbalanalist en co-commentator voor onder meer de Britse zender ITV. Townsend was enige tijd commentator voor de populaire computerspelserie FIFA van EA Sports, als alternatief voor de vaste commentatoren Martin Tyler en Alan Smith.
Vanaf het voorjaar van 2023 presenteert Townsend een ochtendshow over het Britse voetbal op de digitale radiozender Talksport waarin hij afwisselend presenteert met Schots oud-voetbalspits Alan Brazil. De presentatie gebeurt samen met Laura Woods, later met Jeff Stelling nadat Woods in de zomer vertrok, en Schots oud-voetbalspits Ally McCoist.